# Dora Tchakounté
Dora Meiriama Tchakounté (Yaoundé, 23 marzo 1995) è una sollevatrice francese di origine camerunese.
È stata vice campionessa europea. Vanta la partecipazioni ai Giochi olimpici estivi di Tokyo 2020.

## Palmarès
- Europei

Mosca 2021: argento nei 59 kg.
Tirana 2022: oro nei 59 kg.
Sofia 2024: argento nei 59 kg.